# Newton (Alabama)
Pour les articles homonymes, voir Newton.
Newton, est une ville du comté de Dale dans l'État d'Alabama, aux États-Unis,.

## Géographie
Elle est située au sud-est de l’État, et est voisine de la base militaire Fort Rucker.

## Histoire
Siège de comté jusqu'en 1870, elle perd son statut au profit de la ville d'Ozark. Elle est incorporée en 1887.

## Démographie
| 1880 | 1890 | 1900 | 1910 | 1920 | 1930 | 1940 | 1950 |
| ---- | ---- | ---- | ---- | ---- | ---- | ---- | ---- |
| 469  | 520  | 457  | 524  | 680  | 661  | 616  | 745  |

| 1960 | 1970  | 1980  | 1990  | 2000  | 2010  | - | - |
| ---- | ----- | ----- | ----- | ----- | ----- | - | - |
| 958  | 1 865 | 1 540 | 1 580 | 1 708 | 1 511 | - | - |

## Source de la traduction
- (en) Cet article est partiellement ou en totalité issu de l’article de Wikipédia en anglais intitulé « Newton, Alabama » (voir la liste des auteurs).